# Parco delle Palme (Pontevedra)
Il Parco delle Palme, chiamato anche semplicemente Las Palmeras, è un parco pubblico situato nel cuore di Pontevedra in Spagna. È lo spazio verde più rappresentativo ed emblematico nel centro della città con l'Alameda di Pontevedra.

## Storia
Il progetto ottocentesco di ampliamento dell'ex Campo di San Giuseppe dell'architetto Alejandro Sesmero, non realizzato, portò alla creazione di un parco che negli anni sarebbe diventato il Parco delle Palme.
Negli anni 1870, il viale "Gran Vía" (oggi Gran Vía di Montero Ríos) fu tracciato per collegare l'Alameda di Pontevedra con il terreno del Campo della Feria.
La prima parte che ha iniziato a prendere forma nel nuovo parco corrisponde agli attuali Giardini di Colombo. Queste proprietà facevano parte del giardino del Convento di Santo Domingo. Alla fine del XIX secolo, Alejandro Sesmero progettò un giardino situato all'ingresso dell'Alameda di Pontevedra dove furono piantate specie esotiche e uniche.
Per tutto il XX secolo, lo spazio dell'attuale Parco delle Palme è stato oggetto di continue modifiche, sia dal punto di vista paesaggistico che da quello che un tempo conteneva.
Lo spazio degli attuali giardini Vincenti è stato utilizzato fino al 1896 per la fiera del bestiame ed era noto come il quartiere fieristico. All'inizio del XX secolo, il vice sindaco, Andrés Landín, fu il promotore del paesaggio di questo quartiere fieristico, che all'inizio era stato concepito come una grande piazza dedicata a Eduardo Vincenti Reguera, deputato che ha rappresentato Pontevedra nel parlamento spagnolo dal 1886 al 1923. La configurazione di questa piazza, che divenne un parco, fu molto lenta.
Il 9 giugno 1902, il giardiniere Francisco Pousada Fernández firmò con il consiglio comunale un progetto per l'abbellimento della Piazza di Vincenti. Andrés Landín, a sua volta, incoraggiò l'acquisto di alberi e piante per il giardino previsto tra dicembre 1902 e gennaio 1903.
Nel 1924 il teatro circense in legno autorizzato nel 1900 dal comune di fronte alla villa di Villa Pilar scomparve e lo spazio potrebbe essere convertito in un giardino. Nel 1929, la vasca che Sesmero aveva originariamente situata all'ingresso dell'Alameda fu spostata nel Parco delle Palme. Più tardi, nel 1959, il monumento ai navigatori fu inaugurato nel settore occidentale dei giardini Vincenti.

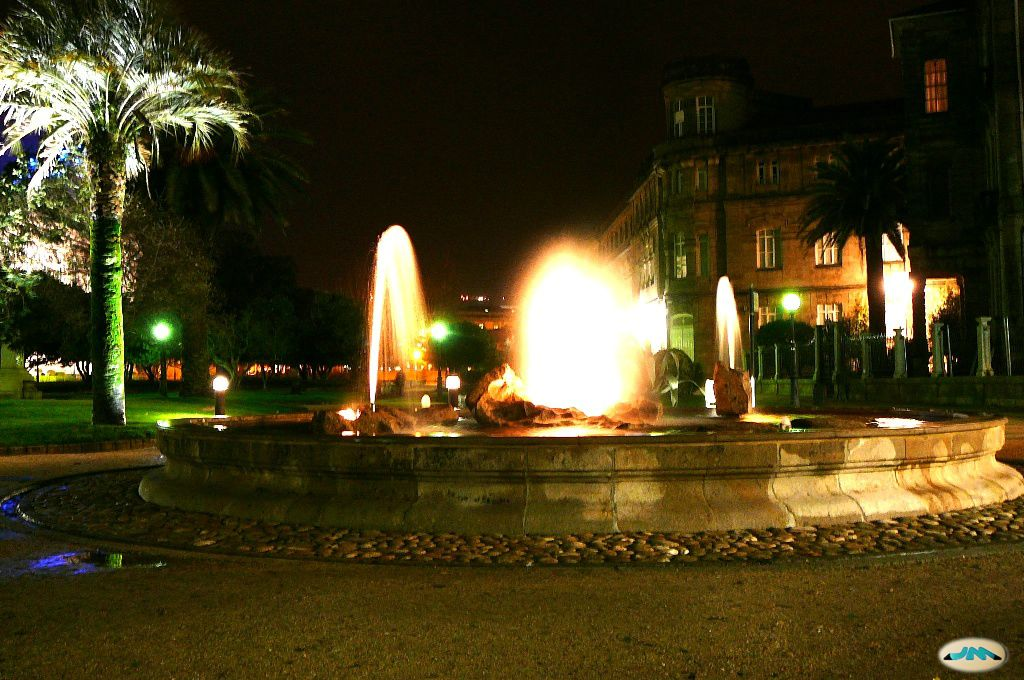
Vasca dal getto d'acqua di notte

All'inizio degli anni '80, nei giardini di Vincenti furono installate nuove voliere per uccelli esotici come pavoni e grandi gabbie circolari per animali come le scimmie.
Nel 1985, il parco ha adottato l'aspetto attuale dopo un ultimo rinnovamento. Secondo il progetto, i giardini sono stati trasformati in un parco inglese, con ampie aree aperte, e gran parte della vegetazione è stata sostituita da prati delimitati da piccoli bordi di granito.
Nel 2007 voliere e gabbie, vuote per anni, sono state eliminate e sostituite dall'ampliamento dell'area giochi per bambini. Le anatre sono anche scomparse dallo laghetto delle anatre a un'estremità del parco.
Sempre nel 2007, è stato installato un nuovo sistema di illuminazione per evidenziare 43 alberi per mezzo di 50 faretti da incasso nel terreno, che forniscono luce verticale e soprattutto evidenziano i tre cedri del Libano dichiarati singolari alberi dalla Giunta della Galizia e le palme del percorso centrale del parco.

## Descrizione
Il parco si estende su una superficie di circa 23.000 m². È delimitato dai grandi edifici della Gran Vía di Montero Ríos a nord, dal viale Regina Vittoria Eugenia a ovest, dall'ufficio provinciale del Ministero della Difesa a sud e dalla rue Riestra a est dove si trova la villa Villa Pilar, a est, la cui facciata posteriore e il piccolo giardino chiuso si affacciano sul parco.
Il Parco delle Palme comprende un viale centrale fiancheggiato da palme, i giardini Vincenti e i giardini Colombo.
Nella zona centrale c'è un sentiero fiancheggiato da alte palme delle Canarie che collega in linea retta la via General Gutiérrez Mellado e il corso Regina Vittoria Eugenia. Intorno a questo vicolo centrale si trovano i Giardini Vincenti e un po' più a nord, i Giardini di Colombo, che circondano tre grandi edifici del XIX secolo la cui facciata si affaccia sulla Gran Vía di Montero Ríos: il liceo Valle-Inclán, inaugurato nel 1927, il Palazzo del Consiglio provinciale (Deputazione) di Pontevedra inaugurato nel 1890 e il palazzo della Scuola delle Arti e dei Mestieri (oggi edificio amministrativo del Consiglio provinciale) inaugurato nel 1899. 

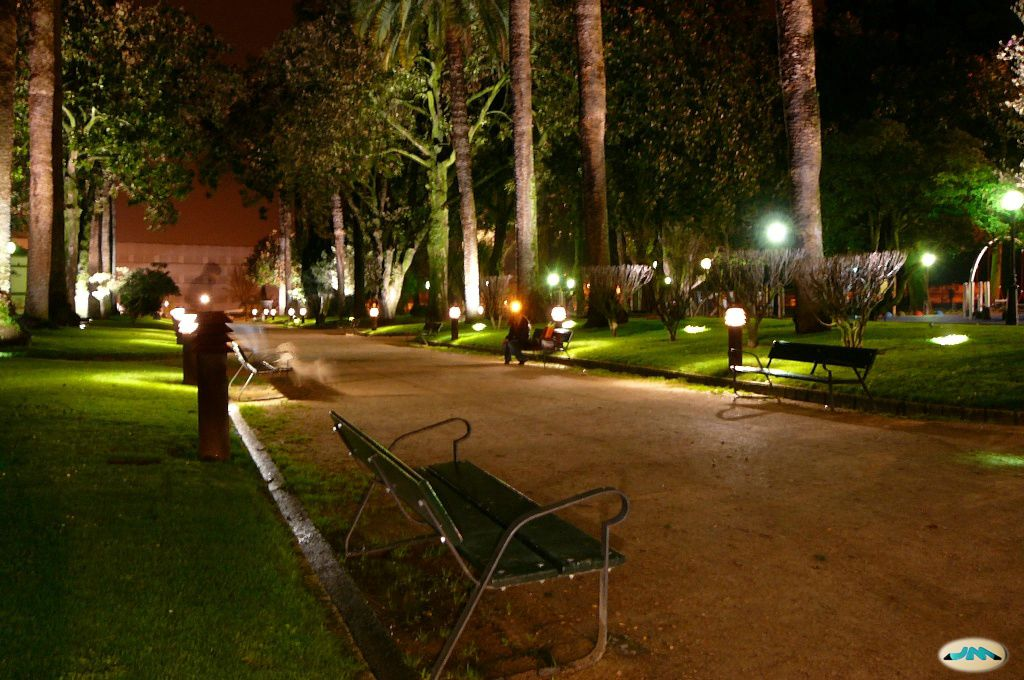
Vicolo centrale del parco di notte

I giardini di Vincenti hanno due assi che li dividono in quattro aree: il viale delle palme (ovest-est) e il viale che in origine era fiancheggiato da magnolie, che collega il Palazzo del Consiglio provinciale di Pontevedra con la vecchia scuola (oggi Ufficio Provinciale della Difesa) (nord-sud). I giardini, delimitati da piccoli sentieri, sono occupati da diverse specie di alberi in fiore come la magnolia o la camelia. Altri alberi notevoli sono i cedri del Libano, l'agrifoglio e il tasso dell'Umbria.
I giardini di Colombo hanno piccoli laghetti di marmo con all'interno statue di bronzo di cherubini. Si può anche vedere la statua di Cristoforo Colombo in marmo bianco che dà il nome ai giardini.
All'estremità orientale del sentiero centrale delle Palme si trova una vasca di granito chiamata Il Pilón con la metà di una roccia rotonda con bucchi e getti d'acqua all'interno. Vicino al corso Regina Vittoria Eugenia è un laghetto popolarmente noto come laghetto delle anatre. Ospita case in miniatura ed è stato rinnovato nel 2016. A nord del viale delle Palme c'è un'area giochi per bambini con scivoli, altalene e altri giochi.
Verso l'estremità occidentale del parco, dietro l'edificio amministrativo della Deputazione di Pontevedra, è stato inaugurato il monumento ai navigatori nel 1959 . Il dislivello dell'avenue Regina Vittoira è separato dal parco da una balaustra da cui è possibile vedere il mare e la Ria di Pontevedra. A sud, chiudendo l'area del giardino, l'edificio che attualmente ospita l'ufficio provinciale del Ministero della Difesa fu costruito tra il 1889 e il 1892.
All'estremità sud-est del parco si trova l'emblematico Café Blanco y Negro (che all'epoca sostituì il Café Las Navas), uno dei più antichi di Pontevedra, fondato nel 1944, che ottenne la concessione per la costruzione della sua famosa terrazza annessa al parco nel 1950. ·  Nell'angolo sud-ovest del parco c'è una colombaia circolare renovata nel 2017 decorata con un affresco.

## Galleria d'immagini

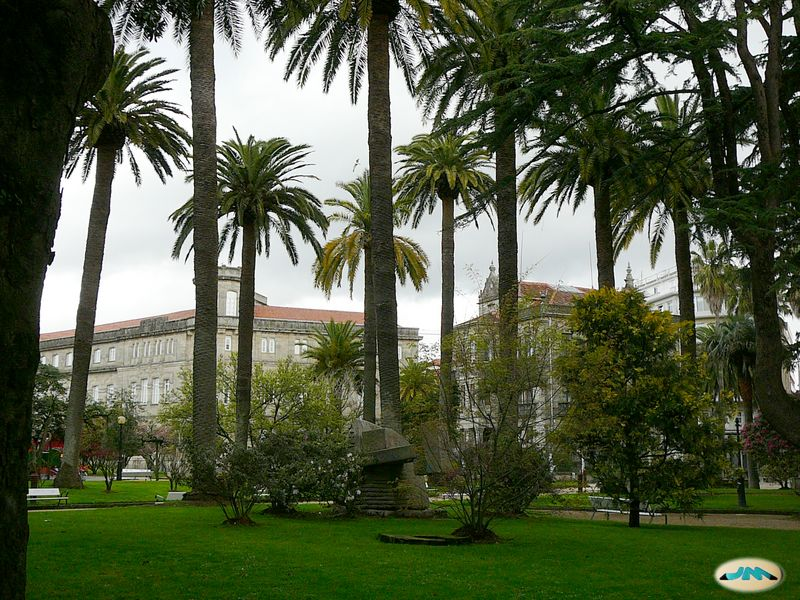
Palme
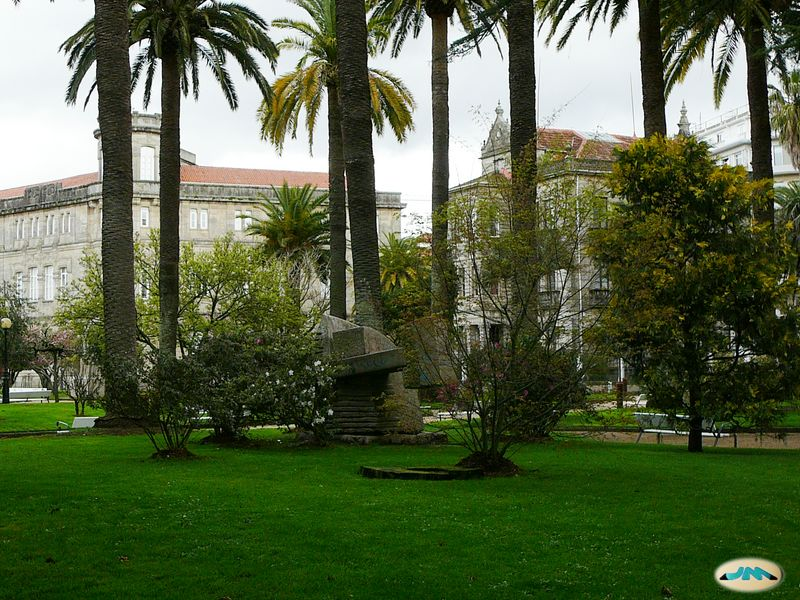
Giardini Vincenti
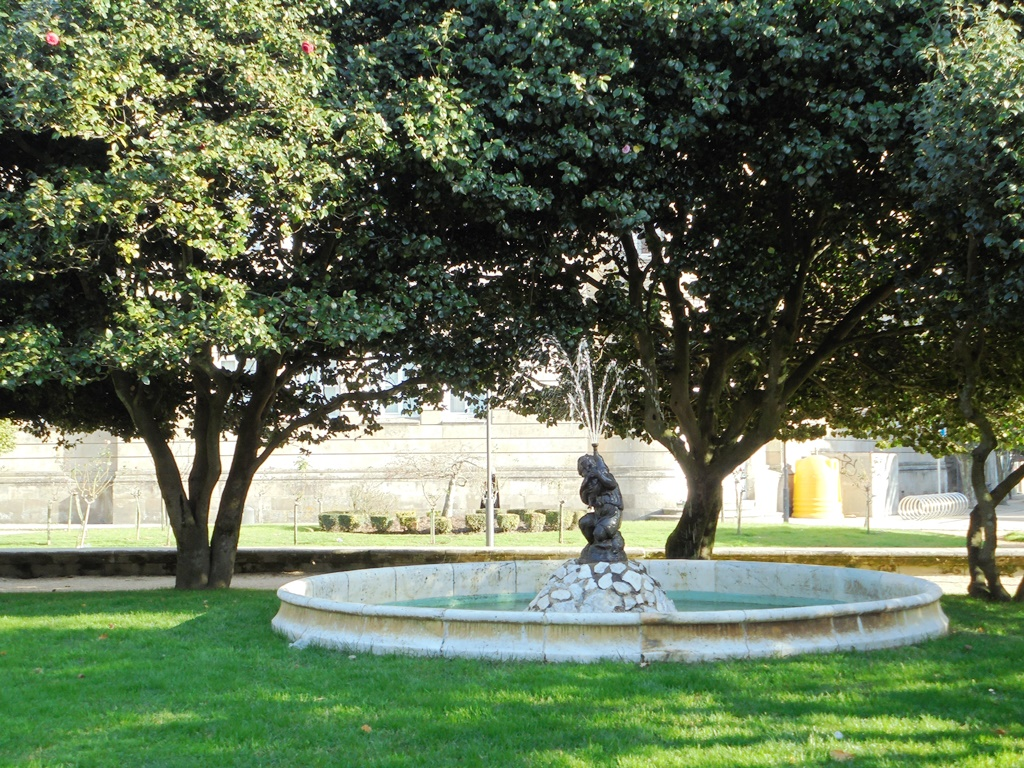
Laghetto
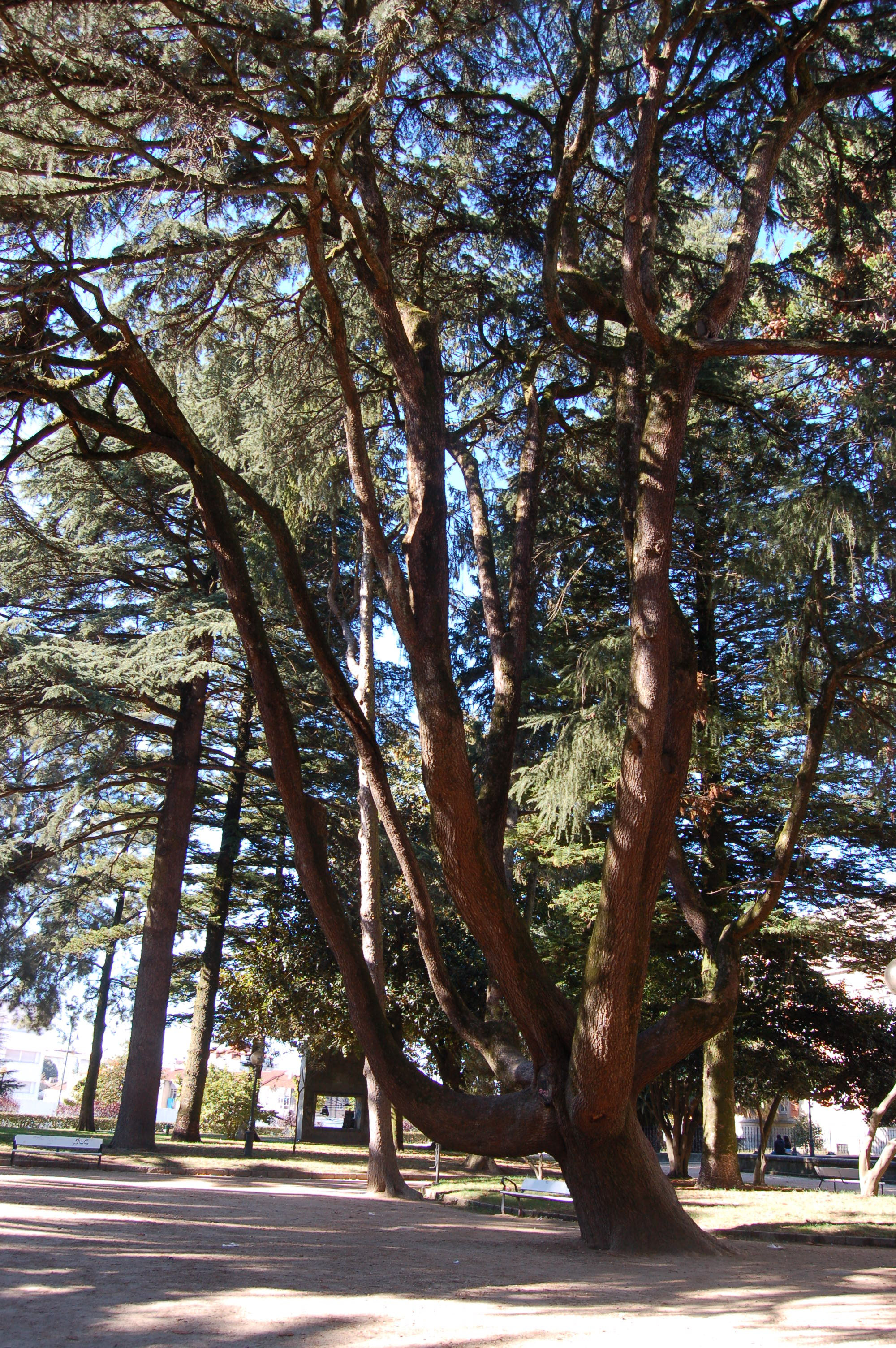
Cedro del Libano
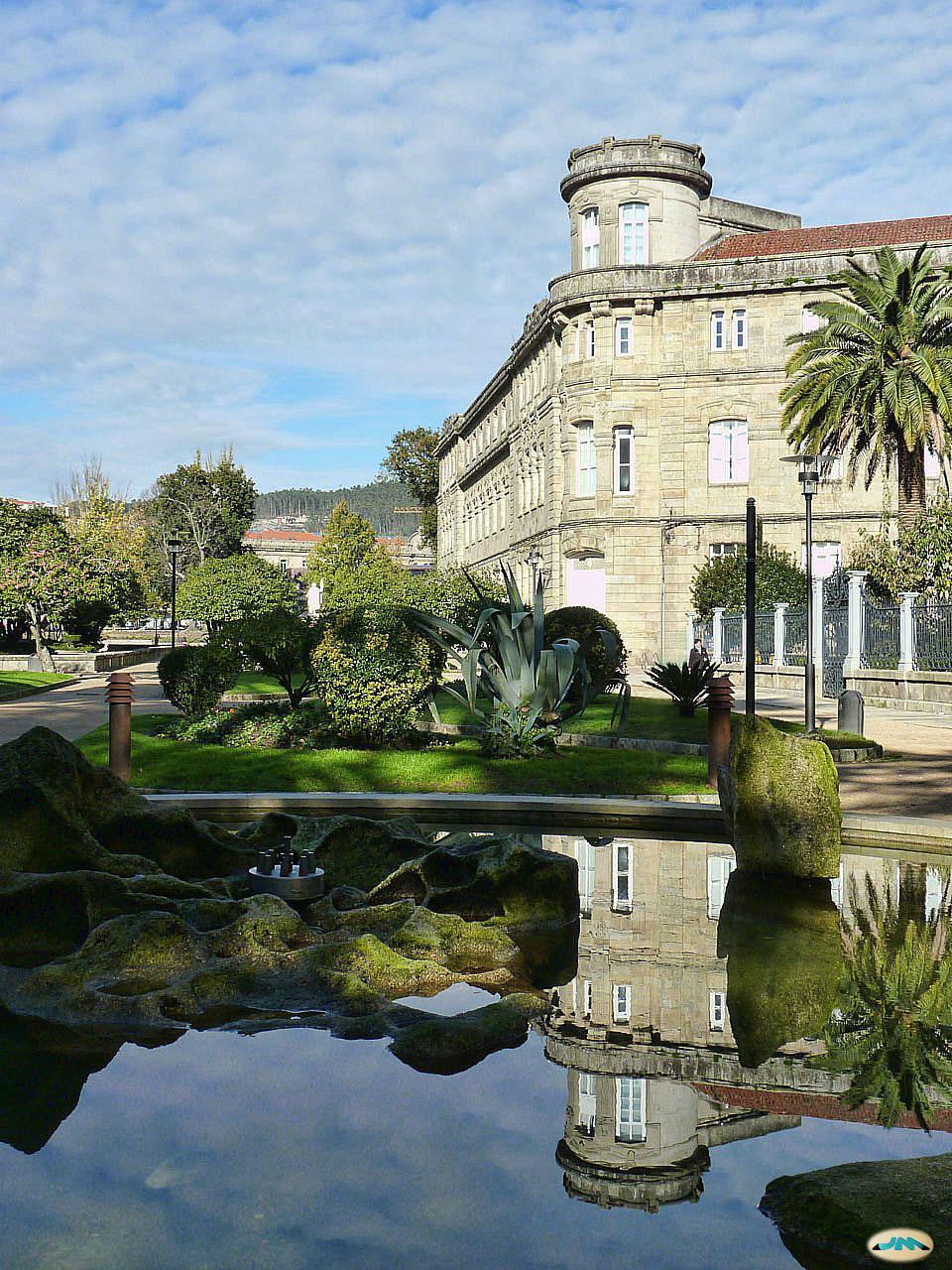
Liceo Valle-Inclán
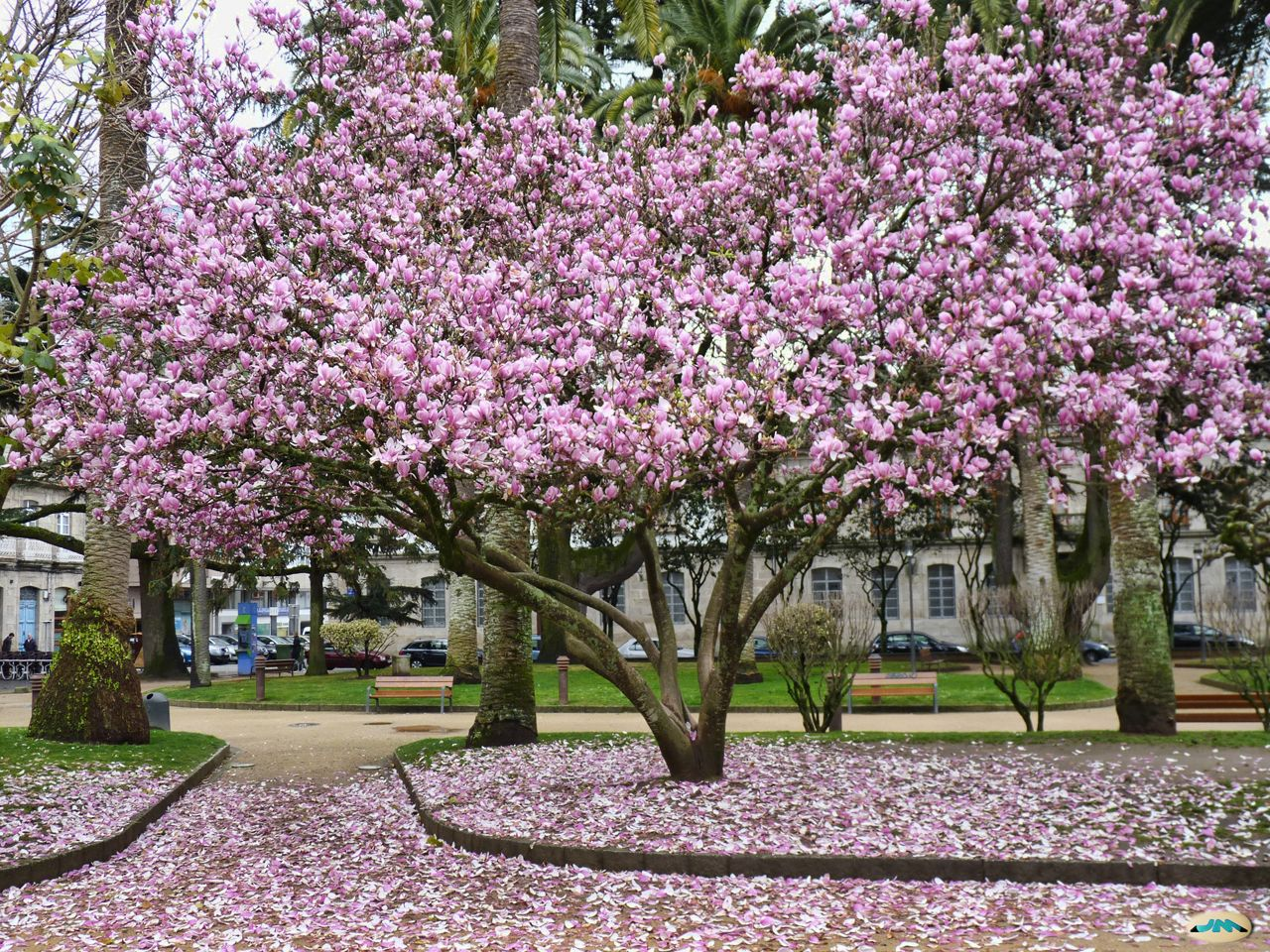
Magnolia
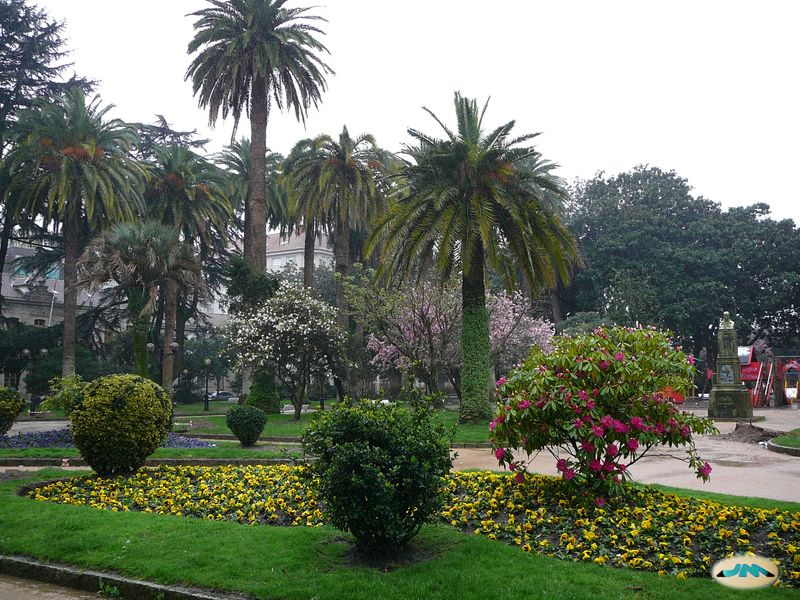
Giardini Vincenti
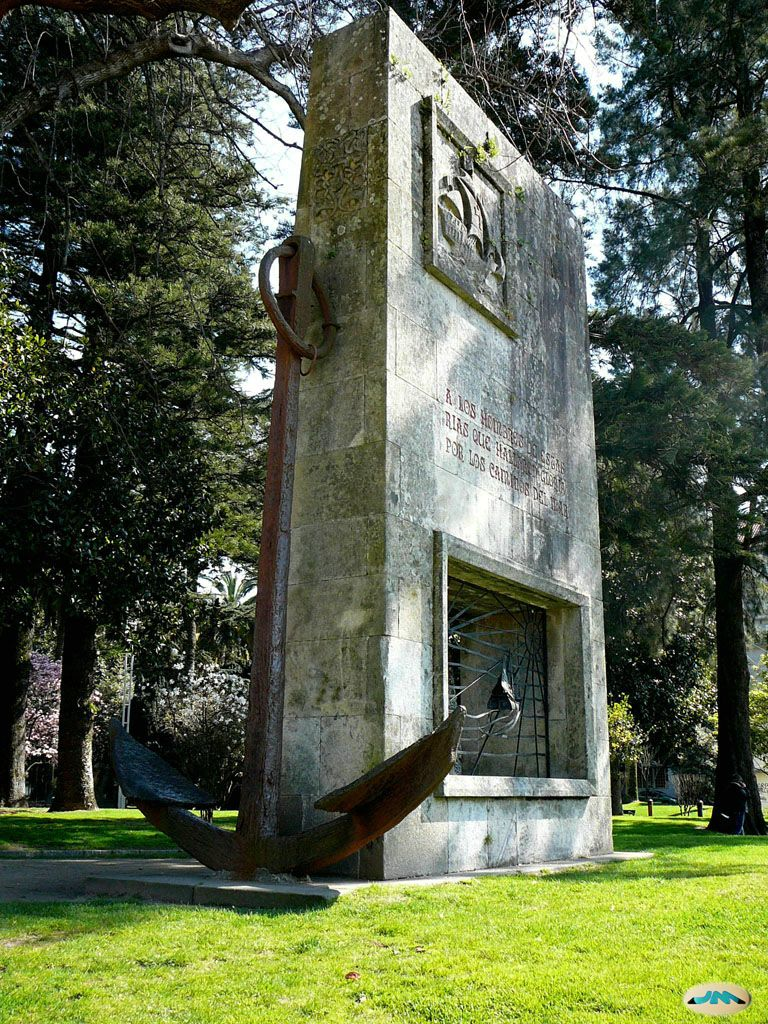
Monumento ai navigatori
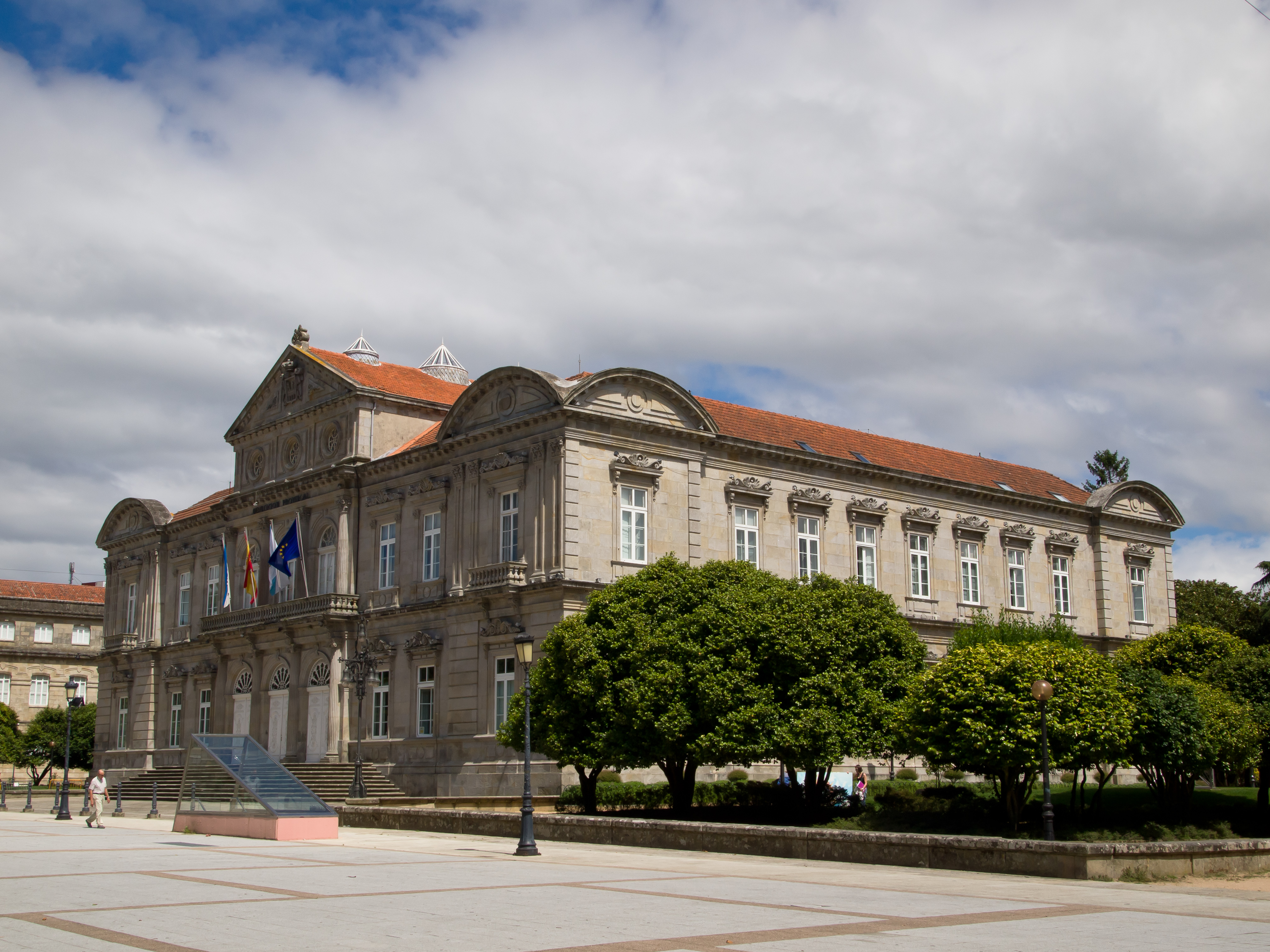
Palazzo del Consiglio provinciale di Pontevedra
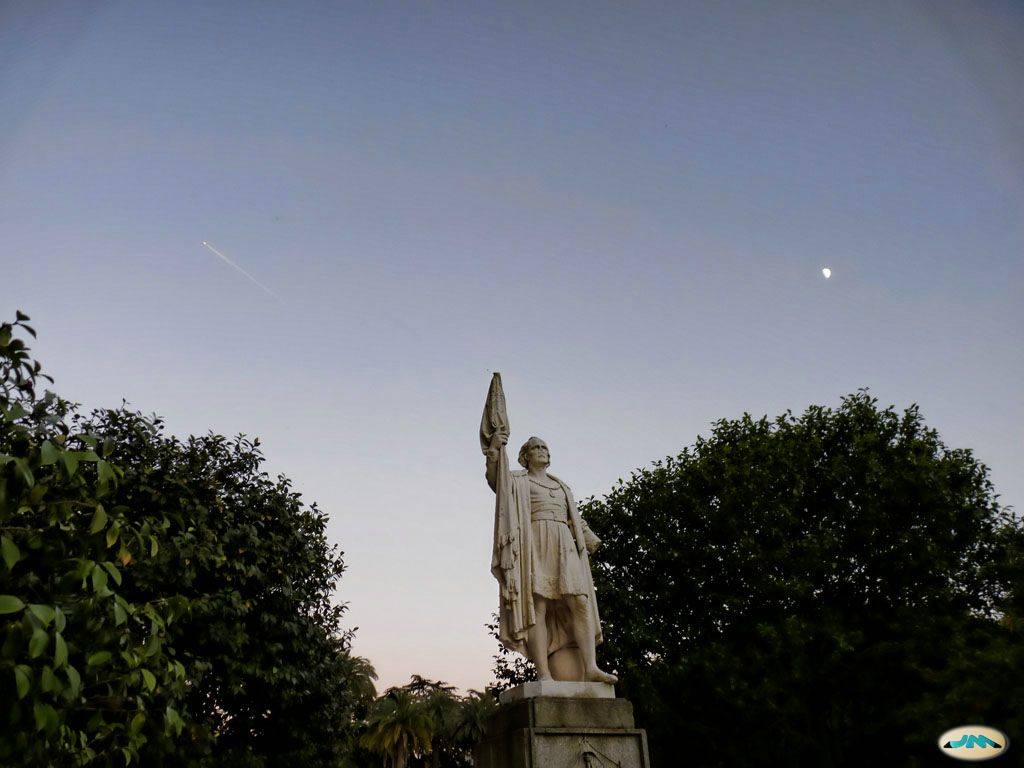
Statua di Colombo
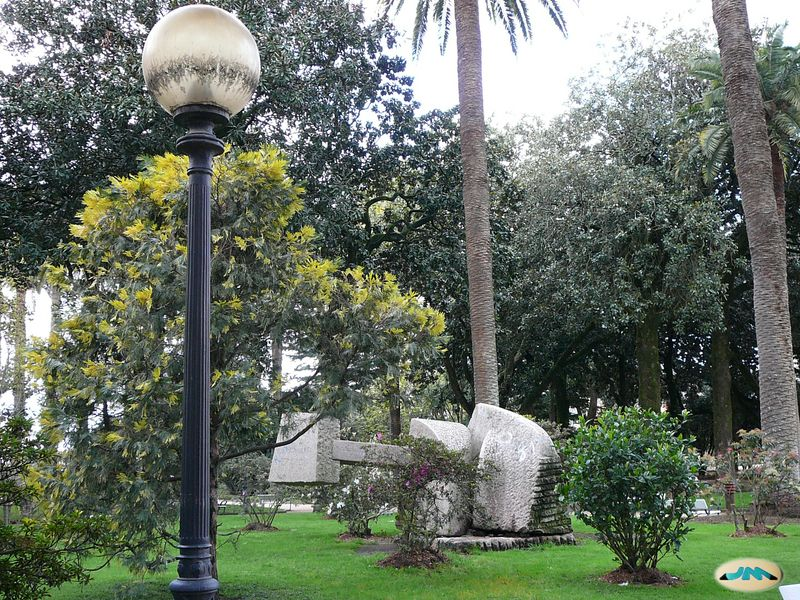
Giardini Vincenti
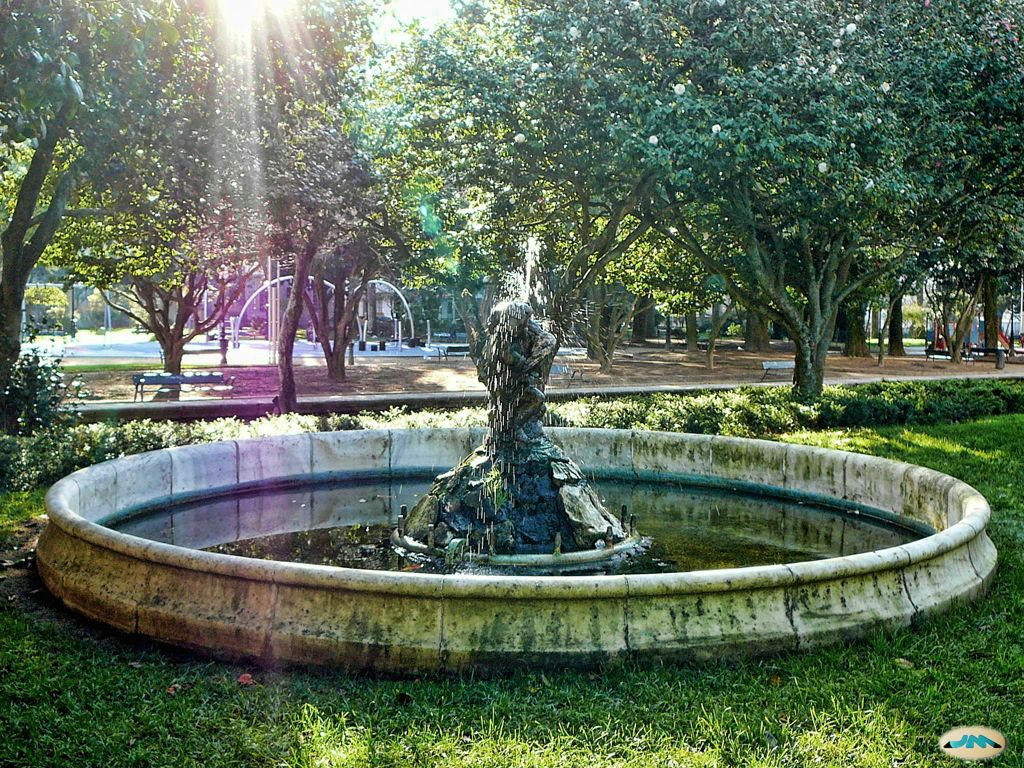
Laghetto
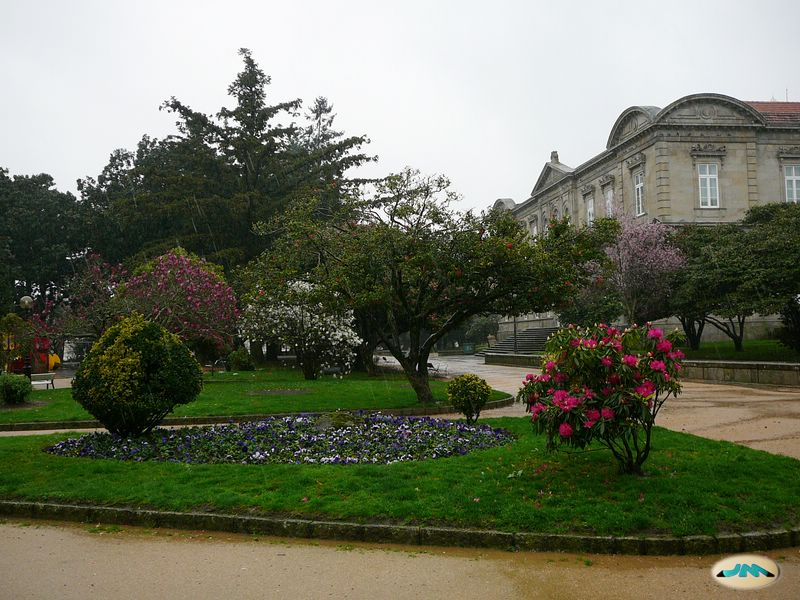
Giardini Vincenti
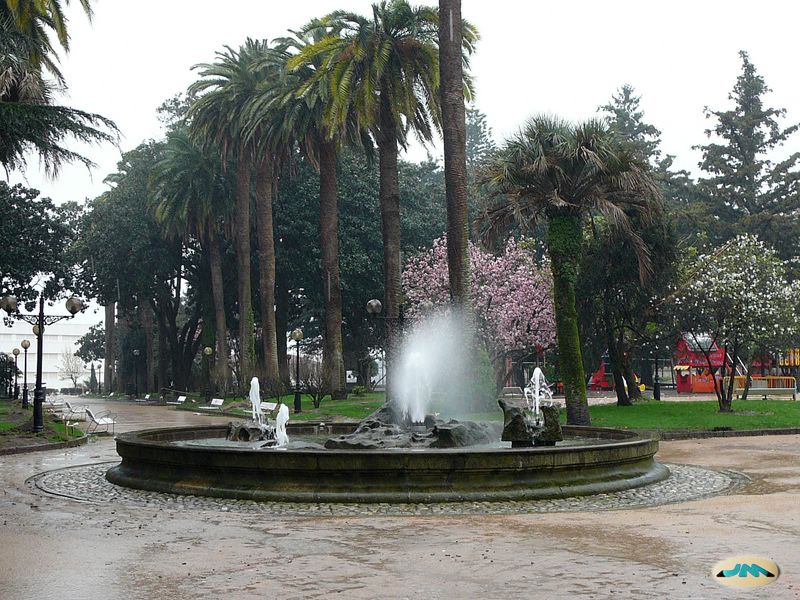
Vasca e vicolo di palme
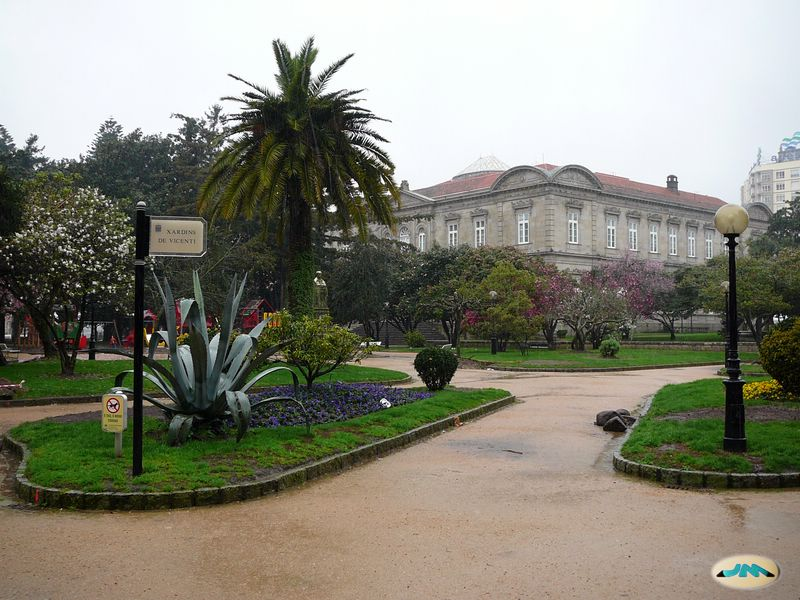
Giardini Vincenti
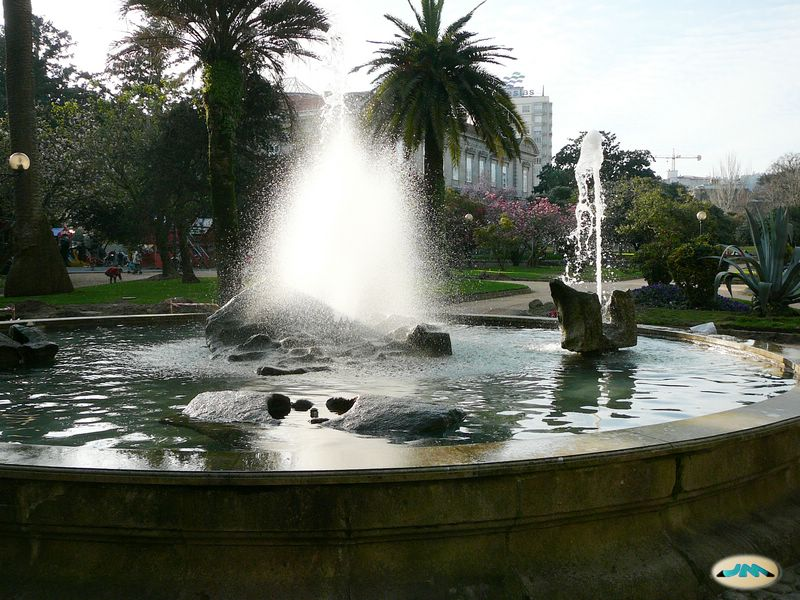
Vasca chiamata Le Pilón
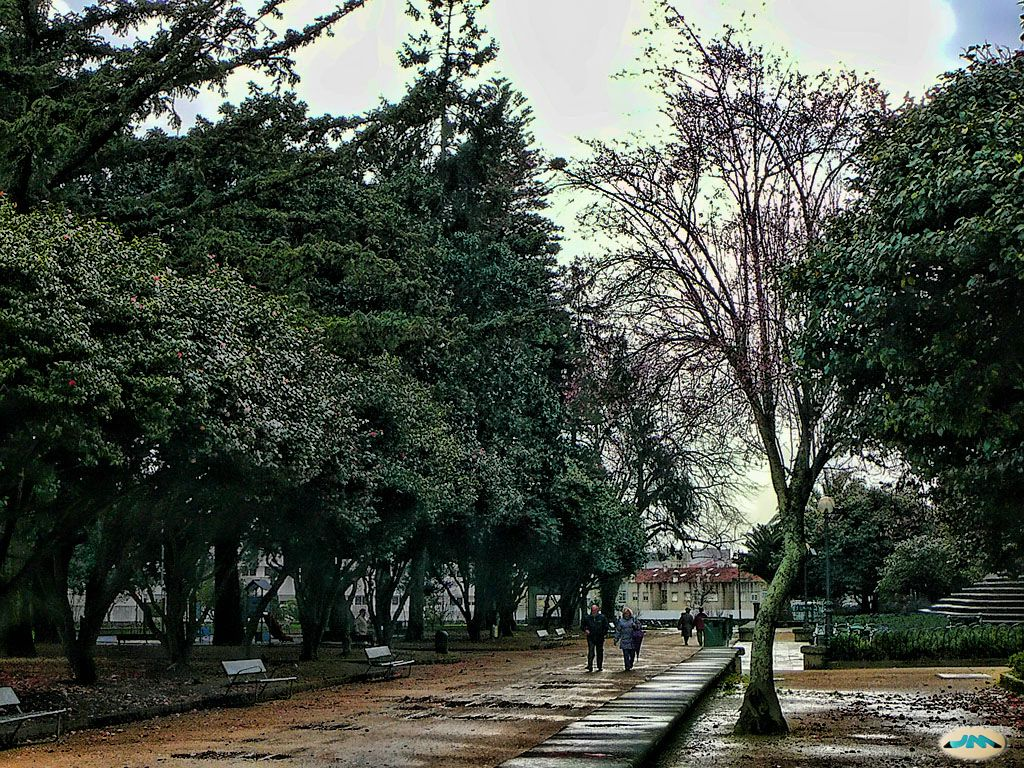
Giardini Vincenti
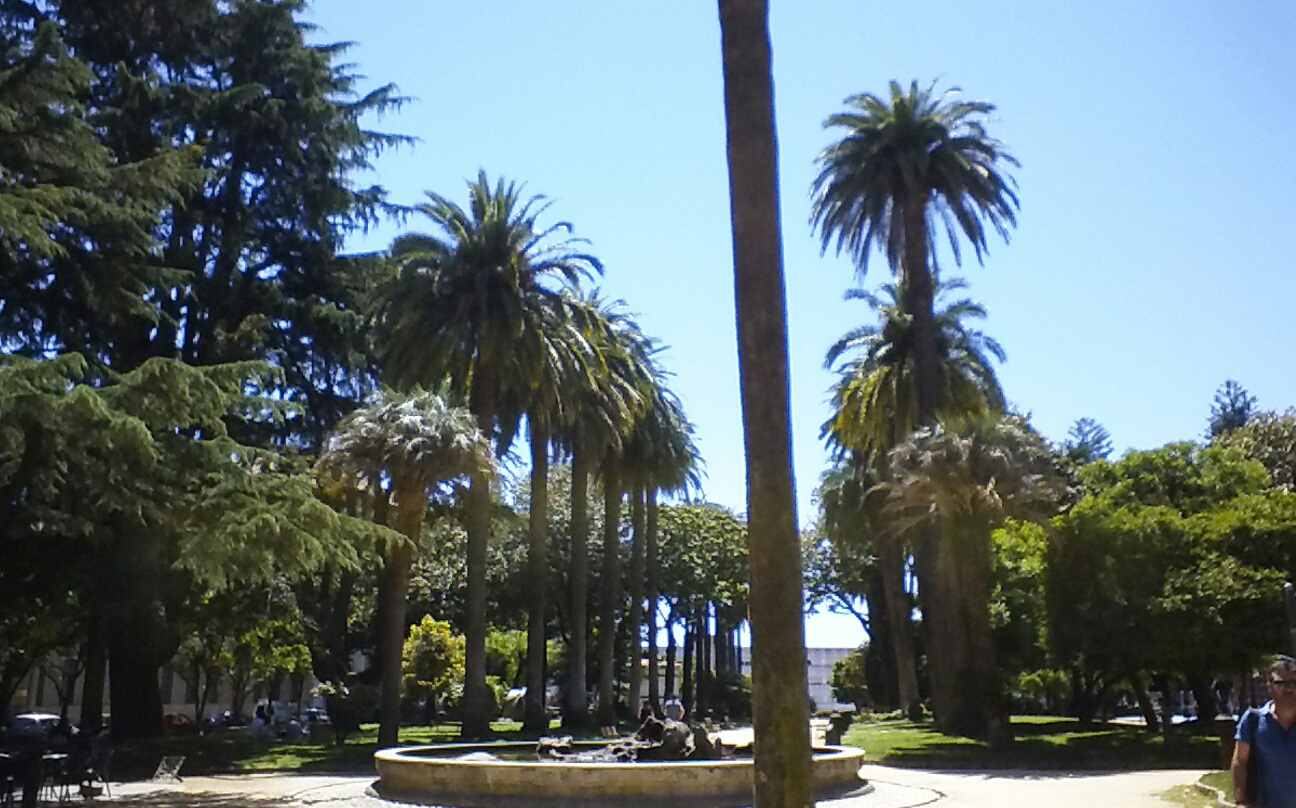
Vicolo centrale di palme
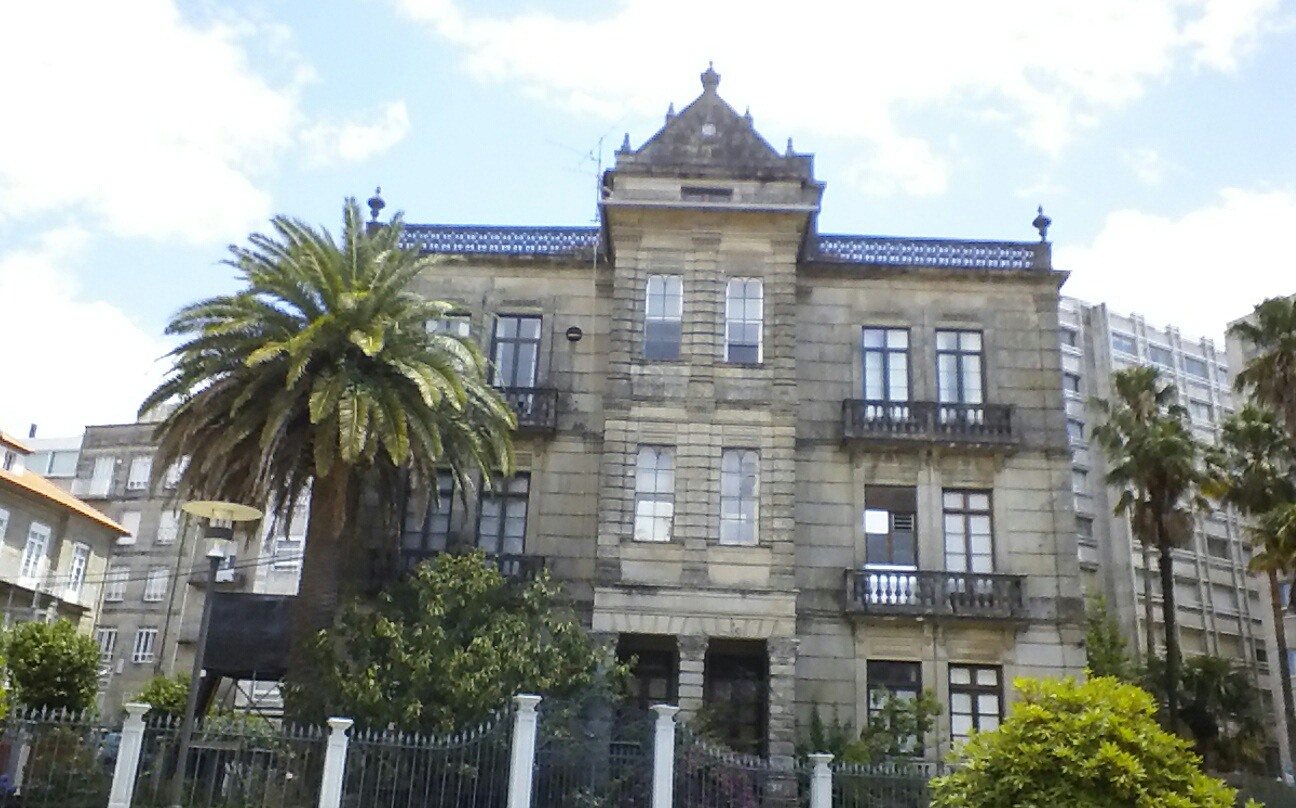
Villa Pilar
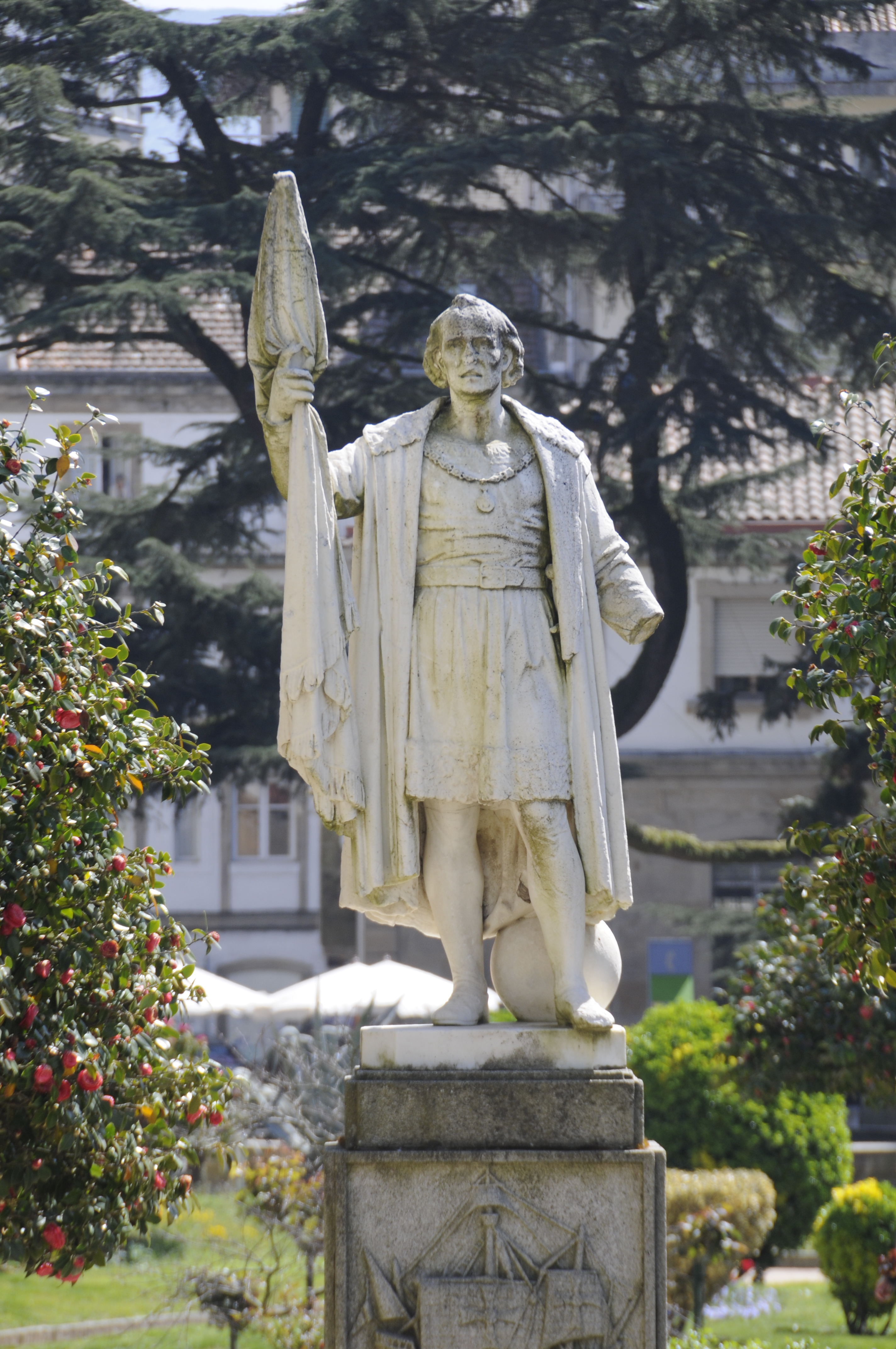
Statua di Colombo
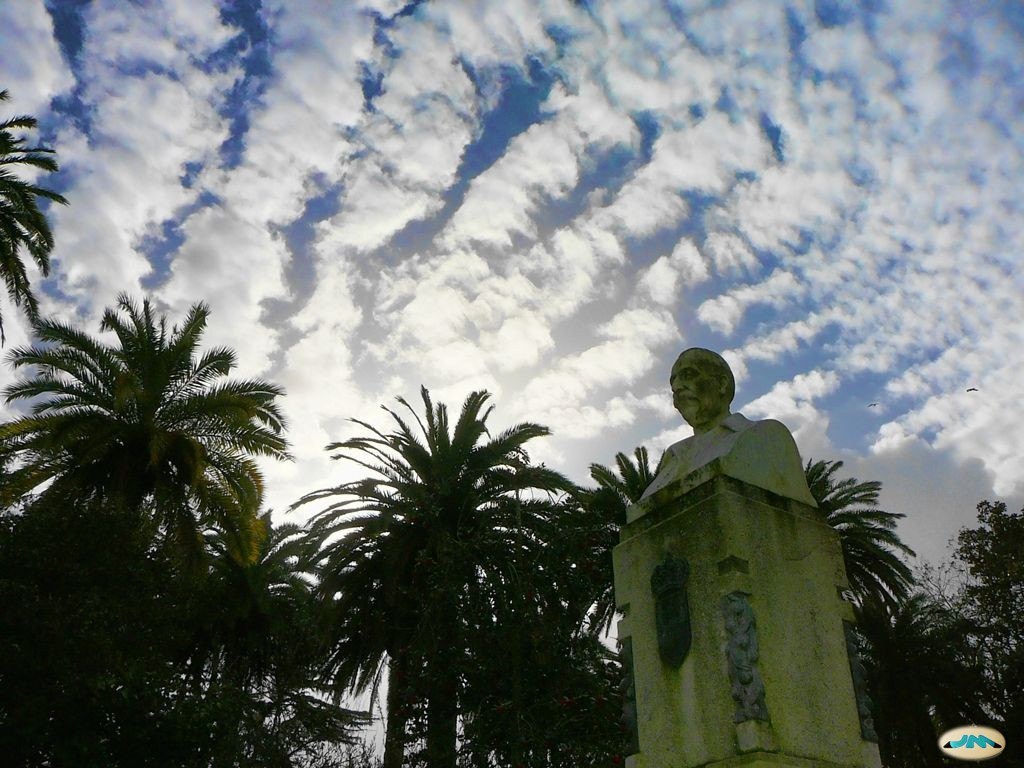
Busto di Eduardo Vincenti
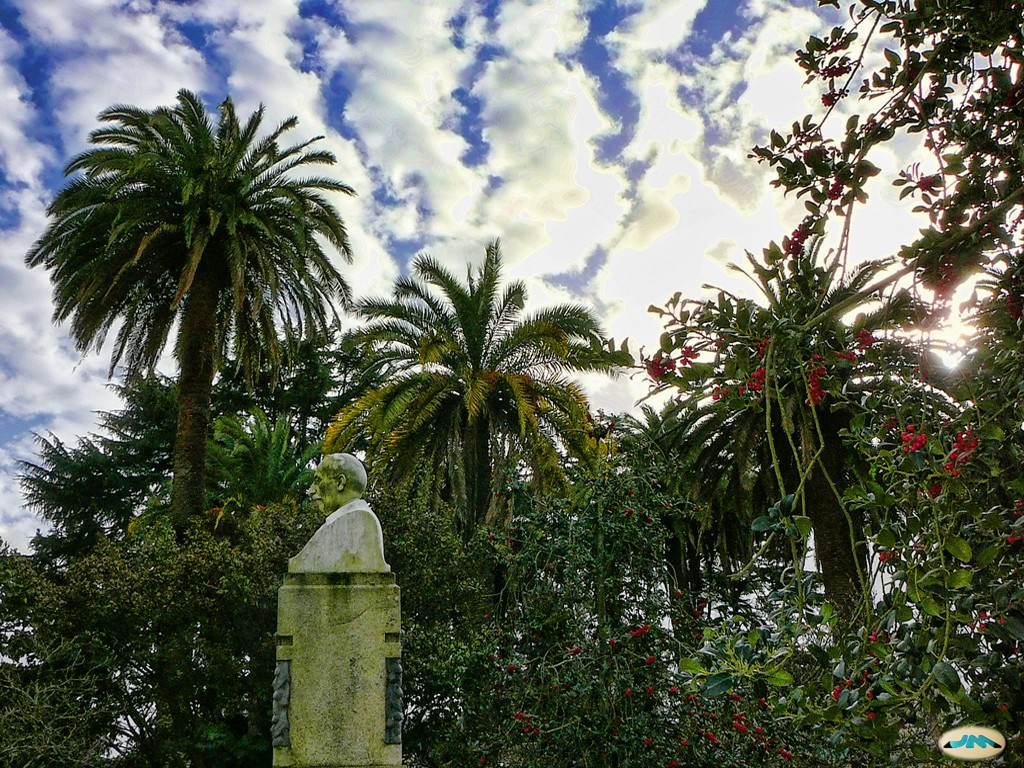
Busto di Eduardo Vincenti
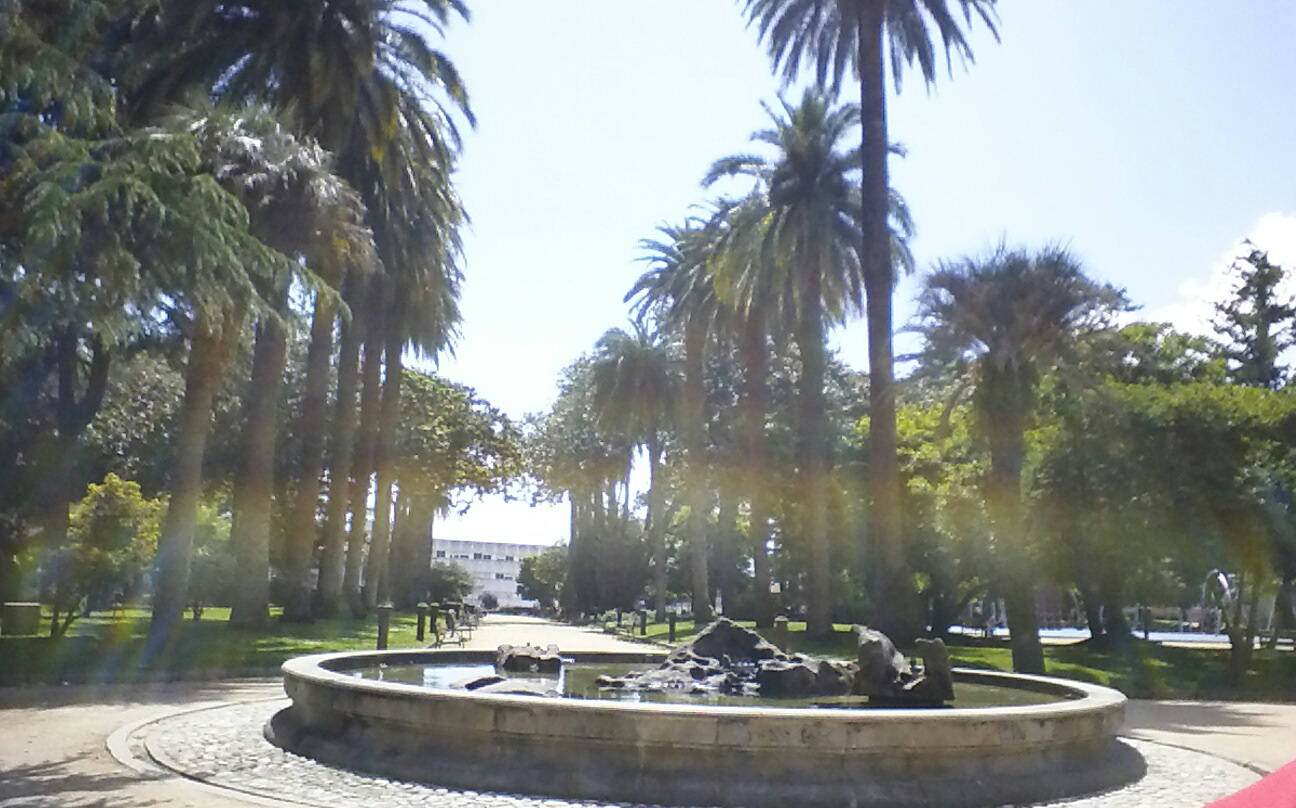
Vicolo centrale di palme e vasca con getti d'acqua in primo piano
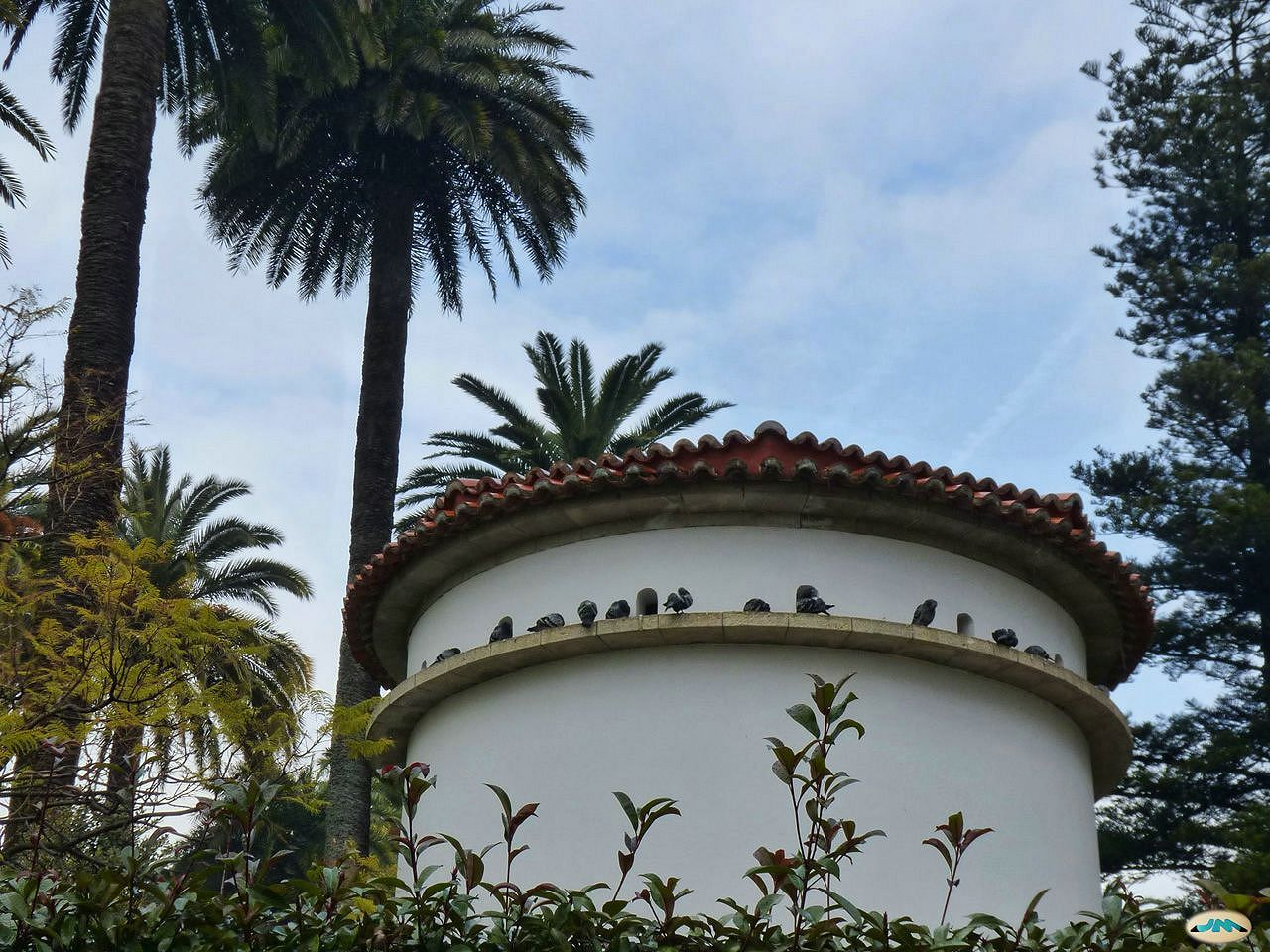
Colombaia
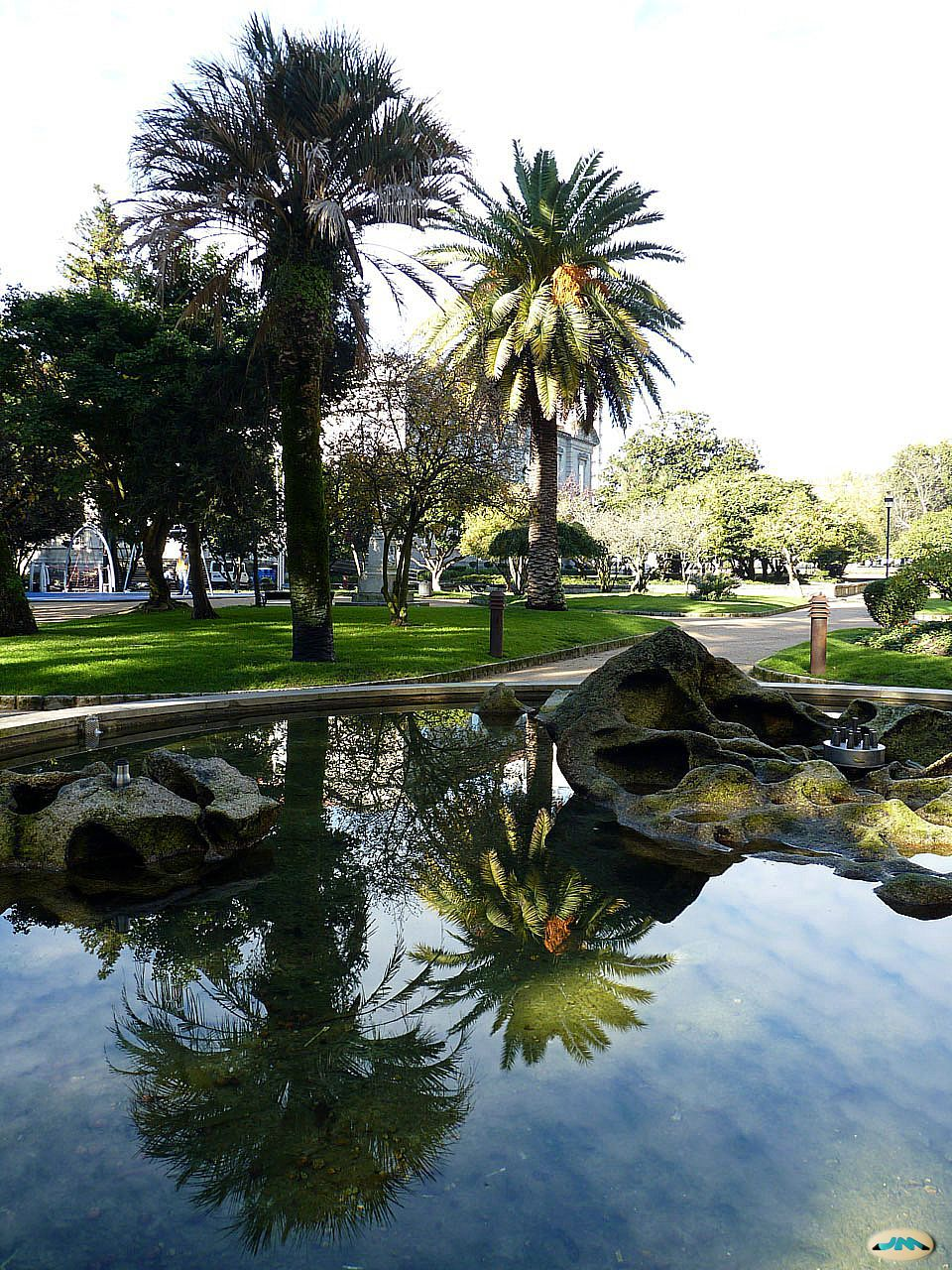
Vasca e roccia con buchi
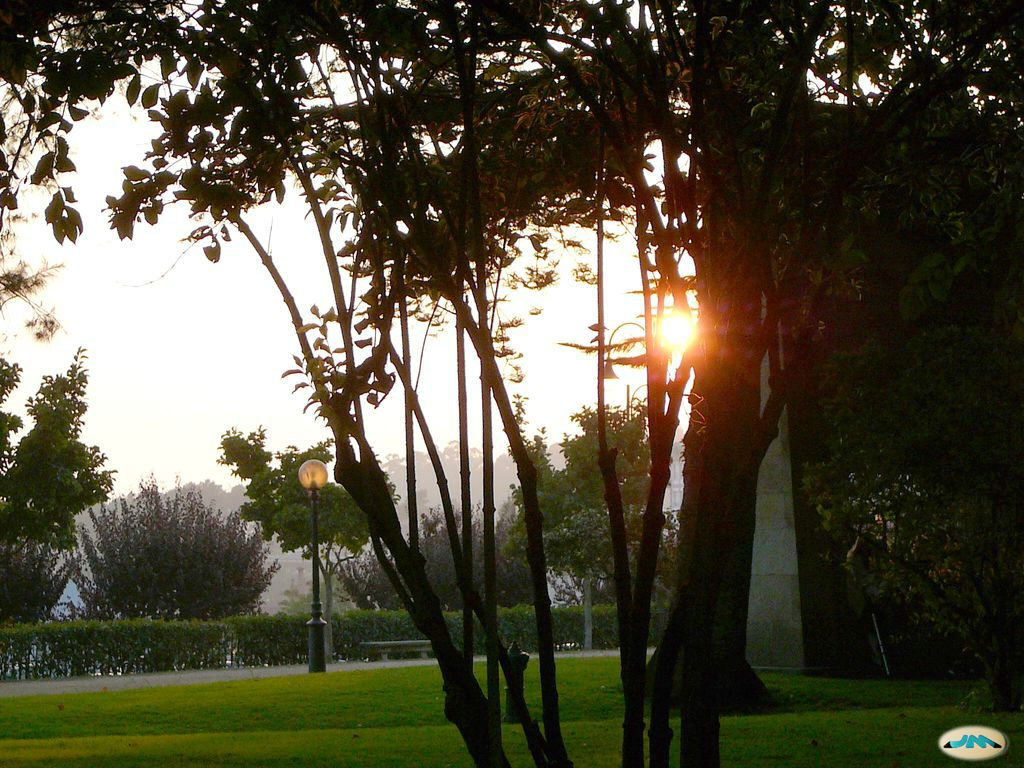
Giardini Vincenti
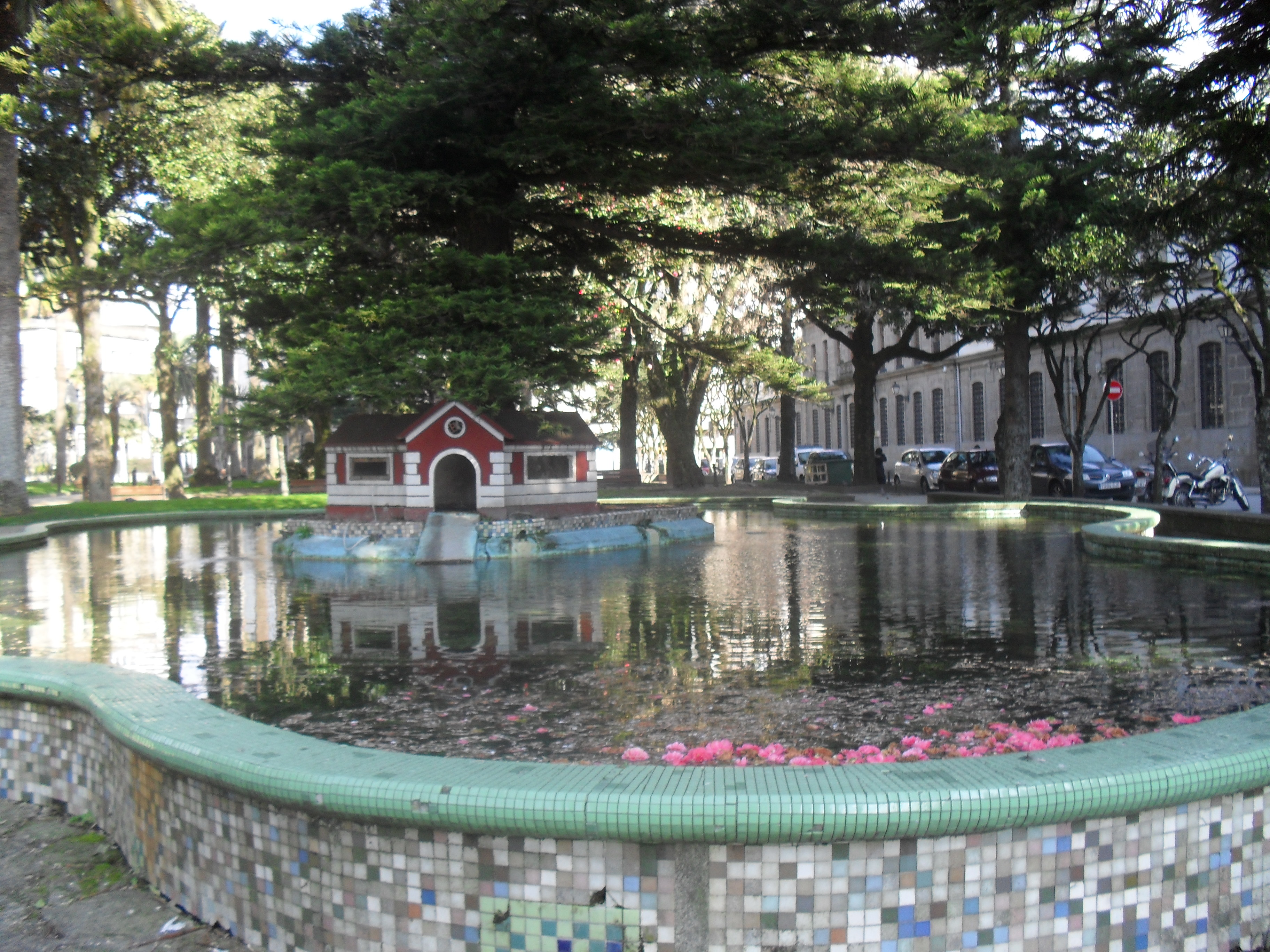
Laghetto delle anatre
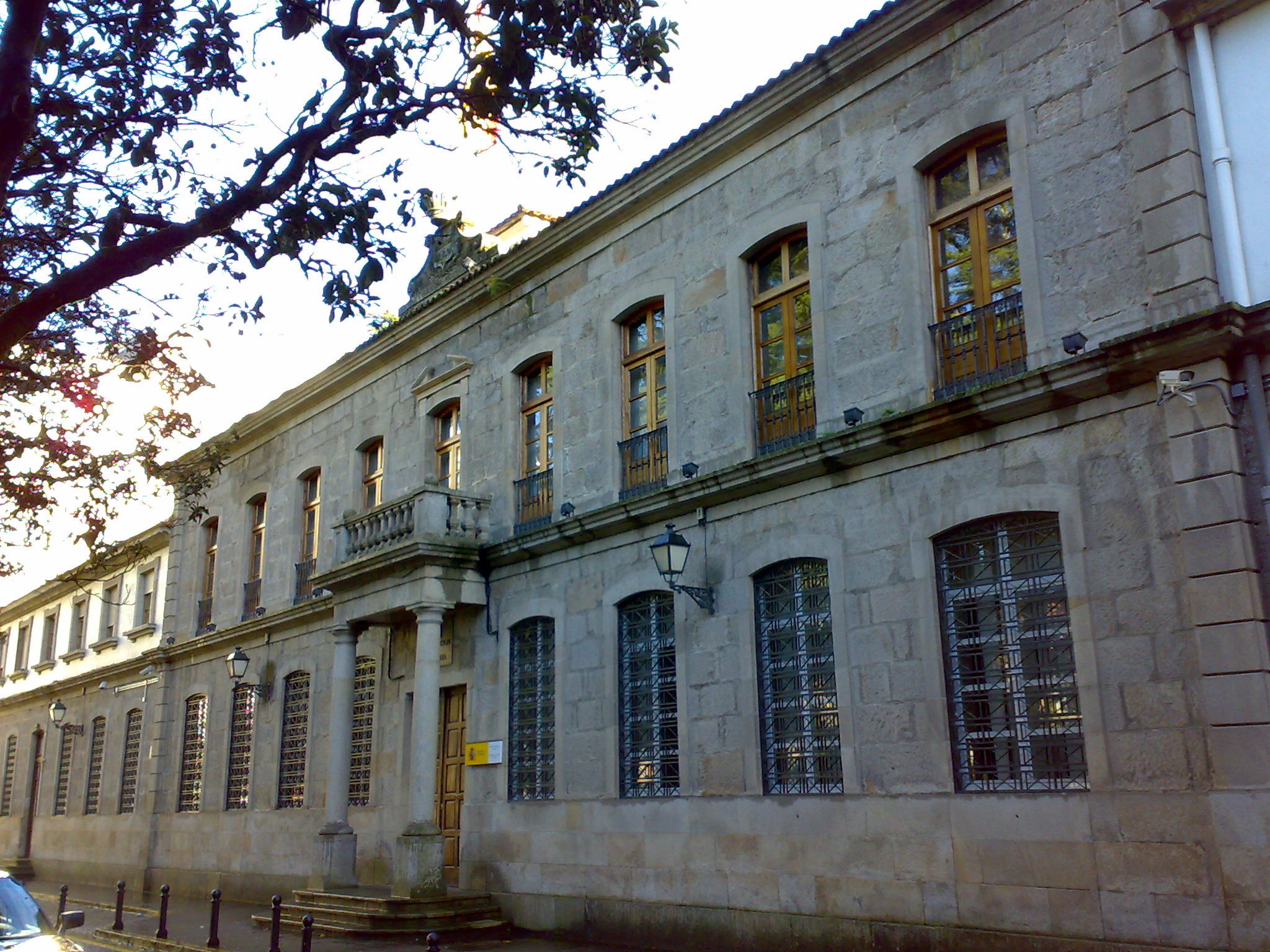
Ufficio provinciale del Ministero della Difesa